# 효자손

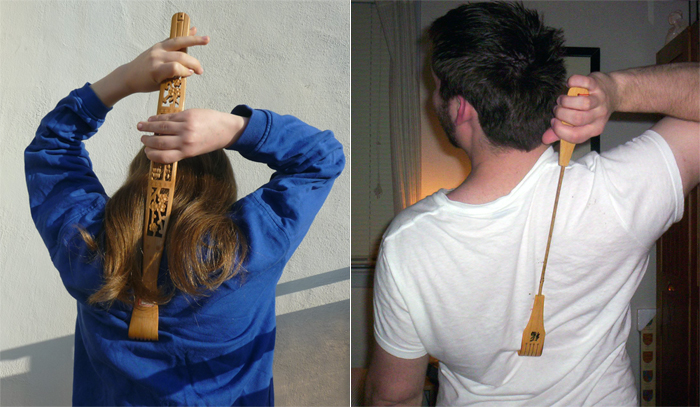
효자손으로 등을 긁는 여러 기법.

효자손(孝子手)은 등을 긁을 때 사용하는 도구이다. 살을 긁도록 고안된 적당한 길이의 나무갈퀴이며, 보통 대나무로 만든다. 하지만 효자손은 보통 '등긁개'라고 하기도 한다.
현대의 대부분의 효자손은 플라스틱으로 만들어져 있으나, 나무, 고래수염, 거북딱지, 뿔, 케인, 대나무, 상아 등으로 된 것도 볼 수 있으며, 역사적으로는 외뿔고래 엄니도 사용하였다. 길이는 12~24 인치(30~60 센티미터)로 다양하다.

## 역사
최초의 효자손은 이누이트가 기원으로, 상어의 이빨을 깎아서 만들었다.